# Diaea
Diaea är ett släkte av spindlar som beskrevs av Tord Tamerlan Teodor Thorell 1870. Diaea ingår i familjen krabbspindlar.

## Dottertaxa tillDiaea, i alfabetisk ordning[1][2]
- Diaea adusta
- Diaea albicincta
- Diaea albolimbata
- Diaea ambara
- Diaea bengalensis
- Diaea bipunctata
- Diaea blanda
- Diaea caecutiens
- Diaea carangali
- Diaea circumlita
- Diaea cruentata
- Diaea decempunctata
- Diaea delata
- Diaea dimidiata
- Diaea doleschalli
- Diaea dorsata
- Diaea ergandros
- Diaea evanida
- Diaea giltayi
- Diaea graphica
- Diaea gyoja
- Diaea haematodactyla
- Diaea implicata
- Diaea inornata
- Diaea insecta
- Diaea insignis
- Diaea jucunda
- Diaea limbata
- Diaea livens
- Diaea longisetosa
- Diaea megagyna
- Diaea mikhailovi
- Diaea mollis
- Diaea multimaculata
- Diaea multopunctata
- Diaea mutabilis
- Diaea nakajimai
- Diaea ocellata
- Diaea olivacea
- Diaea papuana
- Diaea pilula
- Diaea placata
- Diaea plumbea
- Diaea pougneti
- Diaea praetexta
- Diaea prasina
- Diaea proclivis
- Diaea pulleinei
- Diaea puncta
- Diaea punctata
- Diaea punctipes
- Diaea rohani
- Diaea rosea
- Diaea rubropunctata
- Diaea rufoannulata
- Diaea semilutea
- Diaea seminola
- Diaea septempunctata
- Diaea shirleyi
- Diaea socialis
- Diaea sphaeroides
- Diaea spinosa
- Diaea sticta
- Diaea subdola
- Diaea suspiciosa
- Diaea tadtadtinika
- Diaea taibeli
- Diaea tenuis
- Diaea terrena
- Diaea tongatabuensis
- Diaea tristania
- Diaea tumefacta
- Diaea variabilis
- Diaea varians
- Diaea velata
- Diaea viridipes
- Diaea xanthogaster
- Diaea zonura